# Basta così (Negramaro)
Basta così è un singolo del gruppo musicale italiano Negramaro, il terzo estratto dal quarto album in studio Casa 69 e pubblicato il 15 aprile 2011.

## Descrizione
Il brano è cantato insieme ad Elisa, che ha già collaborato con Giuliano Sangiorgi, cantante della band, in Ti vorrei sollevare, singolo estratto dall'album Heart della cantautrice. Gli arrangiamenti e orchestrazione del brano è stata composta da Mauro Pagani. Sangiorgi ha raccontato il processo di registrazione del brano: «[Elisa] è venuta a Bologna da noi per una giornata intera a incidere la canzone, ci siamo divertiti molto e le vogliamo molto bene».

## Accoglienza
Recensendo l'album, Rockol si sofferma sul brano scrivendo che i le voci di Elisa e Sangiorgi «respirano a pieni polmoni l’aria pulita della libertà e anelano a una unione di anima e pensiero», apprezzando l'uso degli strumenti ad arco.

## Video musicale
Il videoclip del brano è stato diretto dal regista Paolo Marchione, vede un ragazzo e una ragazza sotto una pioggia scrosciante che, dopo un breve dialogo, corrono l'uno contro l'altra per scontrarsi ed esplodere in un nuovo temporale. Nel video, presentato in anteprima l'11 maggio 2011 sul sito de La Repubblica, non compaiono né i Negramaro né Elisa. I due attori protagonisti del video sono Alessandro Borghi e Nausicaa Benedettini.

## Tracce
Testi e musiche di Giuliano Sangiorgi e David Bottrill.
1. Basta così – 5:59

## Successo commercile
Basta così ha avuto un immediato successo di vendite già all'uscita dell'album che la contiene, riuscendo a raggiungere, senza alcuna promozione, la posizione 7 della classifica ufficiale FIMI. All'uscita come singolo ufficiale, cinque mesi dopo, è tornata in top ten, alla posizione 10.

## Classifiche
| Classifica (2010) | Posizione massima |
| ----------------- | ----------------- |
| Italia            | 7                 |